# 백운초등학교 (경기)
백운초등학교는 대한민국 경기도 의왕시에 있는 공립초등학교이다.

## 학교 연혁
- 1984년 9월 3일: 개교

## 참고 자료
- 백운초등학교 - 한국교육학술정보원 학교알리미